# ライセニア・ガラセ

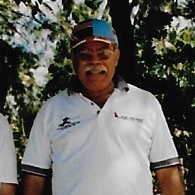
ライセニア・ガラセ（2004年）

ライセニア・ガラセ（Laisenia Qarase、1941年2月4日 - 2020年4月21日）は、フィジーの政治家。同国首相、暫定首相を務めた。

## 経歴
1941年生まれ。公務員の後、フィジー開発銀行頭取を務めた。
2000年5月のジョージ・スペイトによるクーデターで暫定政権の首班に据えられ、暫定首相を7カ月ほど務めた後、正式な首相となった。しかし2006年に今度は自らがフランク・バイニマラマ軍司令官によるクーデターによって首相の座を追われた。
その後、1990年代の資金乱用疑惑で2012年に1年間投獄されたが、ガラセは政治的なものであるとして容疑を否認した。
2020年4月19日に首都スバにある病院に入院し、4月21日に79歳で死去した。